# Базилика Святого Иоанна у Латинских ворот
Базилика Святого Иоанна у Латинских ворот (Сан-Джованни-а-Порта-Латина, итал. San Giovanni a Porta Latina) — католический храм недалеко от Латинских ворот стены Аврелиана в Риме, титулярная трехнефная базилика. Возведена и освящена в память святого Иоанна Богослова, вблизи места, где во время гонения на христиан в 92 году при императоре Домициане, как описано в «Золотой легенде», апостол Иоанн был приговорён к смерти и подвержен пыткам. Выпив предложенную ему чашу со смертельным ядом, он остался живым. Также он вышел невредимым и из котла с кипящим маслом. Вблизи базилики находится связанный с этими событиями небольшой ораторий Сан-Джованни-ин-Олео (итал. La Chiesa di San Giovanni in Oleo — Церковь Святого Иоанна в масле).
Первая церковь возникла уже в V веке, затем много раз перестраивалась: в 720 году, при папе Целестине III в 1191 году, в барочном стиле в XVI—XVII веках. В ходе последней реставрации (1940—1941 годов) был восстановлен средневековый облик церкви (ок. 1100 года).
В церкви примечателен цикл фресок начала XIII века, изображающих 46 сцен из Ветхого и Нового Завета работы различных мастеров.

## Титулярная церковь
Церковь Сан-Джованни-а-Порта-Латина является титулярной церковью, кардиналом-священником с титулом церкви Сан-Джованни-а-Порта-Латина с 27 августа 2022 года, является парагвайский кардинал Адальберто Мартинес Флорес.